# ملعب ماري مارفان
ملعب ماري مارفان (بالفرنسية: Stade Marie-Marvingt)‏، كانت تسمى سابقًا أم أم أرينا (بالفرنسية: MMArena)‏، هو ملعب متعدد الاستخدامات في لومان، فرنسا، افتتح في يناير 2011. يستخدم في الغالب لمباريات كرة القدم واستضاف المباريات المحلية لنادي لومان. يتسع الملعب لـ25.064 شخصًا. حل محل ملعب ليون بولي ملعبًا للنادي.
تقع الساحة داخل حلبة دي لا سارث، موطن سباق لو مان 24 ساعة الشهير، ومجاورًا للشبك الأيمن الأول على مولسان ستريت [الإنجليزية].

## وصلات خارجية
- الموقع الرسمي
- صورة الملعب